# Успоредка (мъже)
 Тази статия е за мъжката успоредка.  За женската успоредка вижте Успоредка (жени).  
Успоредката е уред и дисциплина в мъжката спортна гимнастика. Състои се от подпорна рамка, изработена от стомана, с две напречни пръчки, изработени от стъклопластика с дървено покритие. Двете пръчки са успоредни на пода и на същата височина от него,
за разлика от женската успоредка, при която са на различна височина.

## Размери
- Височина – 200 cm, което включва 20 cm височина на матраците за приземяване
- Дължина – 350 cm
- Диаметър – 4 cm
- Разстояние между двете пръчки – от 42 до 52 cm, нагласява се според индивидуалните състезатели

## Олимпийски шампиони на успоредка
- 1952 – Ханс Ойгстер, Швейцария
- 1956 – Виктор Чукарин, СССР
- 1960 – Борис Шахлин, СССР
- 1964 – Юкио Ендо, Япония
- 1968 – Акинори Накаяма, Япония
- 1972 – Савао Като, Япония
- 1976 – Савао Като, Япония
- 1980 – Александър Ткачьов, СССР
- 1988 – Владимир Артьомов, СССР
- 1992 – Витали Шчербо, СССР
- 1996 – Рустам Шарипов, Украйна
- 2000 – Ли Сяопен, Китай
- 2004 – Валерий Гончаров, Украйна
- 2008 – Ли Сяопен, Китай